# مود تومسون
مود تومسون (بالإنجليزية: Maud Thompson)‏ هي سفرجات أمريكية، ولدت في 1870، وتوفيت في 1962.